# مربی سال سری آ
مربی سال سری آ (به ایتالیایی: Migliore allenatore AIC) (به انگلیسی: Serie A Coach of the Year AIC) جایزه‌ای است که هر ساله توسط اتحادیه بازیکنان فوتبال ایتالیا (AIC) به مربی که بهترین عملکرد را در فصل گذشتهٔ سری آ داشته‌است، اهدا می‌شود. این جایزه بخشی از مراسم گران گالا دل کالچو (که در گذشته با نام "اسکار دل کالچو AIC" شناخته می‌شد) است. باشگاه یوونتوس با یازده بار کسب این جایزه توسط مربیانش، در این زمینه رکورد دار است. تنها دو مربی خارجی موفق به کسب این جایزه شده‌اند؛ سون یوران اریکسون نخستین مربی غیر ایتالیایی بود که موفق شد در سال ۲۰۰۰، این جایزه را کسب کند و ژوزه مورینیو که نخستین مربی غیر ایتالیایی بود که موفق شد این جایزه را دو بار به دست آورد.

## فهرست برندگان

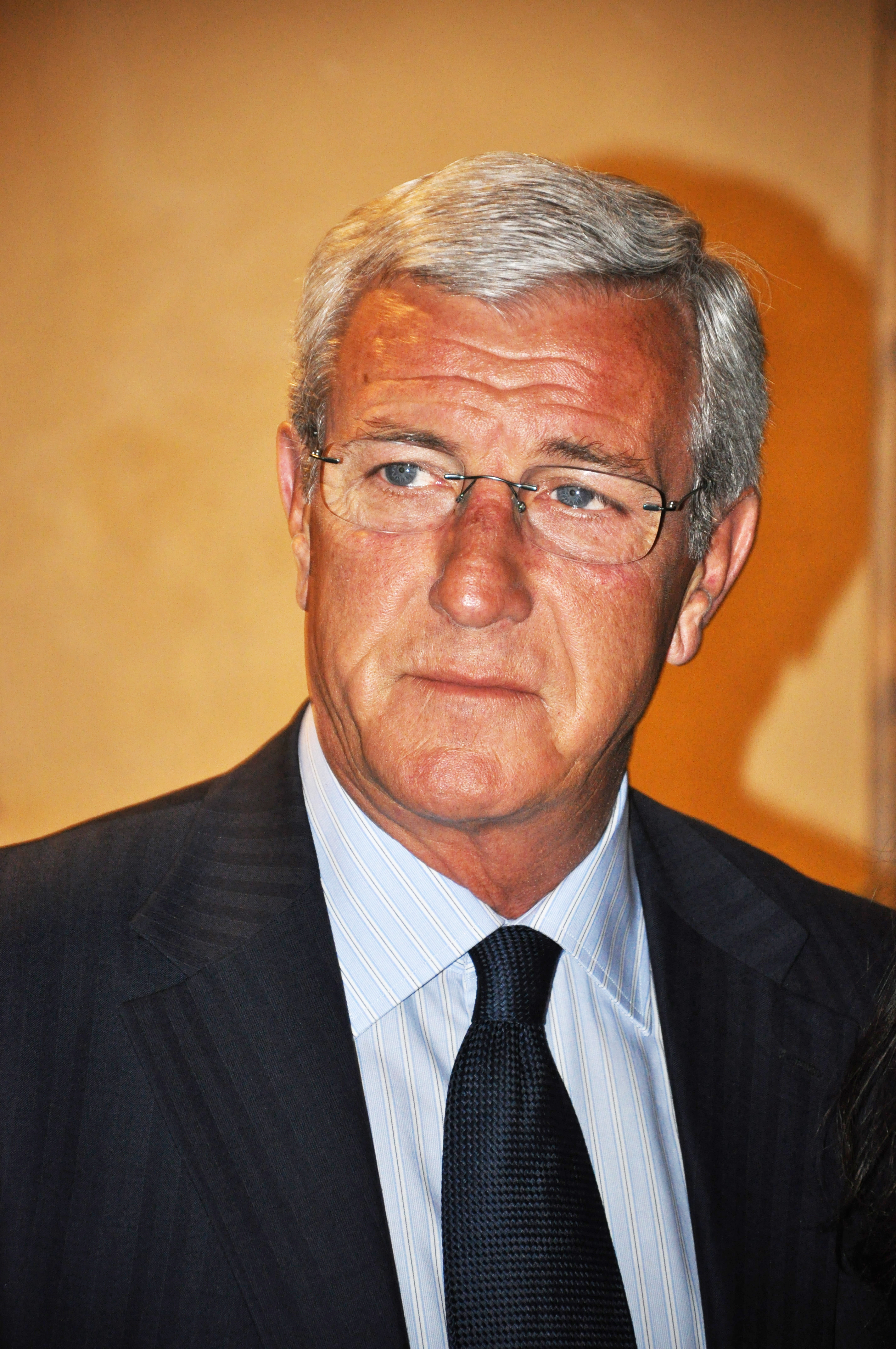
مارچلو لیپی، برندهٔ نخستین دورهٔ این جایزه در سال ۱۹۹۷؛ او پس از این در سال‌های ۱۹۹۸ و ۲۰۰۳ هم این جایزه را دریافت کرده‌است؛ او هر سه جایزه را در زمان هدایت یوونتوس کسب کرده‌است.

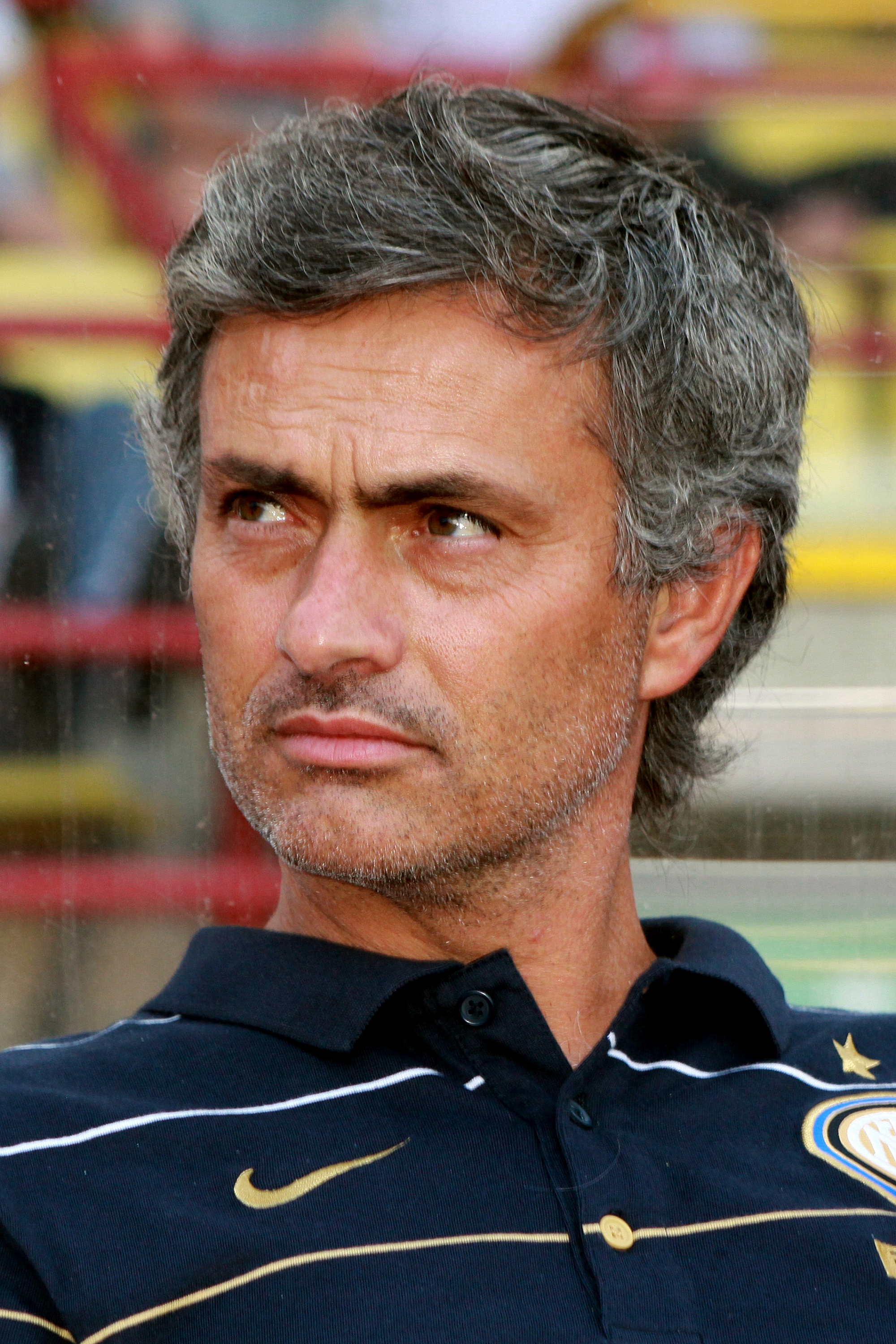
ژوزه مورینیو، تنها مربی غیر ایتالیایی که دو بار این جایزه را به دست آورده‌است؛ او هر دو جایزه را با اینتر میلان کسب کرده‌است.

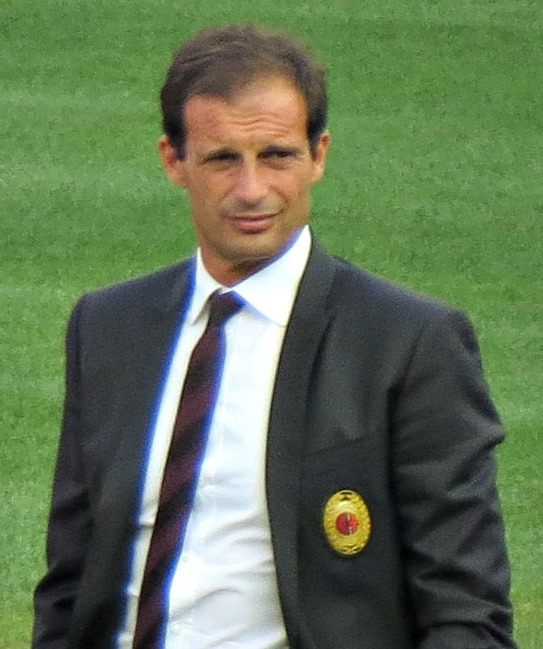
ماسیمیلیانو آلگری، با دریافت چهار جایزه، پرافتخارترین مربی در این زمینه محسوب می‌شود.

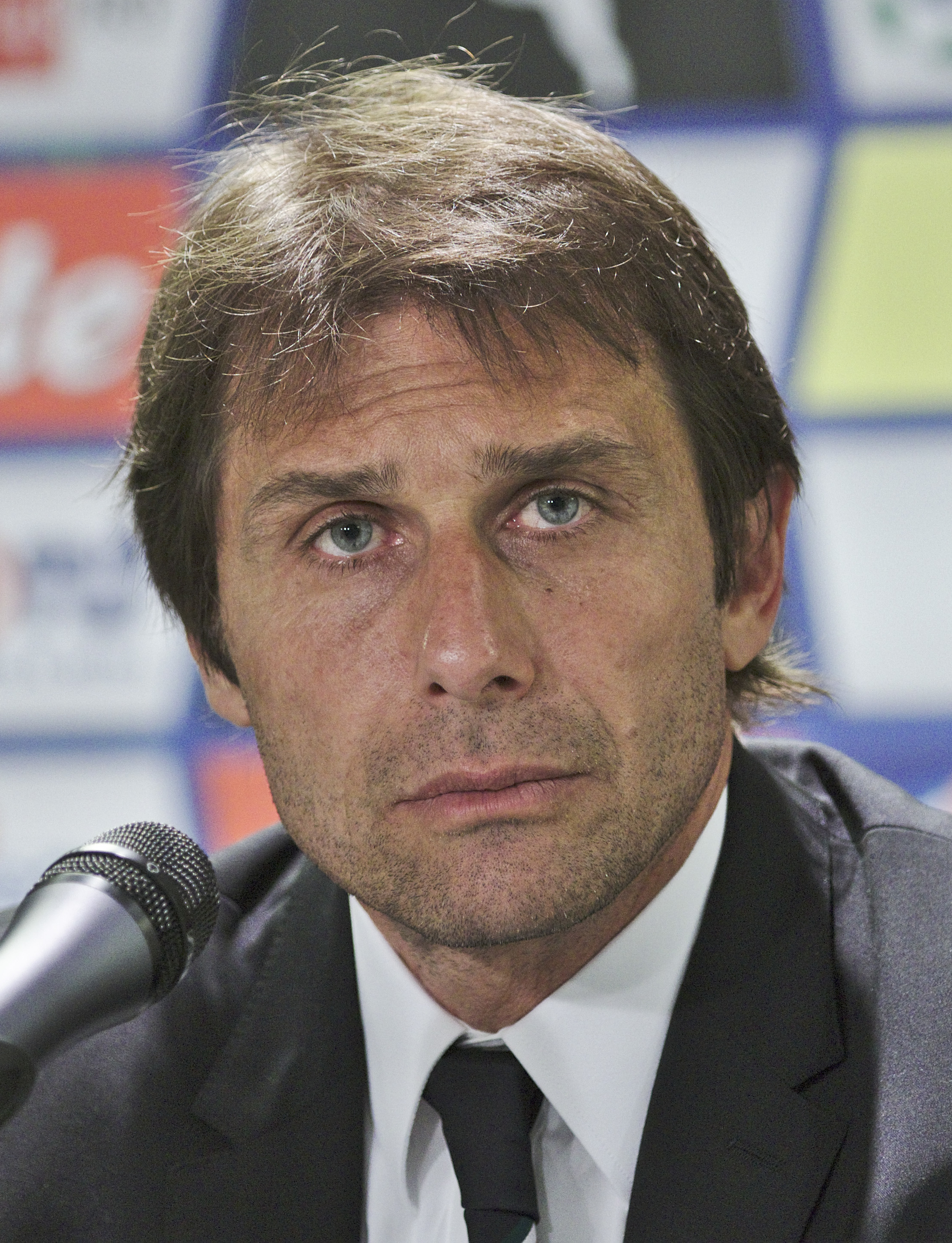
آنتونیو کونته، تنها مربی است که سه سال متوالی این جایزه را به دست آورده‌است.

| سال  | مربی               | باشگاه      |
| ---- | ------------------ | ----------- |
| ۱۹۹۷ | مارچلو لیپی        | یوونتوس     |
| ۱۹۹۸ | مارچلو لیپی        | یوونتوس     |
| ۱۹۹۹ | آلبرتو زاکرونی     | آ.ث. میلان  |
| ۲۰۰۰ | اسون گوران اریکسون | لاتزیو      |
| ۲۰۰۱ | کارلو آنچلوتی      | یوونتوس     |
| ۲۰۰۲ | لوئیجی دل‌نری       | کیه‌وو       |
| ۲۰۰۳ | مارچلو لیپی        | یوونتوس     |
| ۲۰۰۴ | کارلو آنچلوتی      | آ.ث. میلان  |
| ۲۰۰۵ | فابیو کاپلو        | یوونتوس     |
| ۲۰۰۶ | لوچانو اسپالتی     | آ.اس. رم    |
| ۲۰۰۷ | لوچانو اسپالتی     | آ.اس. رم    |
| ۲۰۰۸ | چزاره پراندلی      | فیورنتینا   |
| ۲۰۰۹ | ژوزه مورینیو       | اینتر میلان |
| ۲۰۱۰ | ژوزه مورینیو       | اینتر میلان |
| ۲۰۱۱ | ماسیمیلیانو آلگری  | آ.ث. میلان  |
| ۲۰۱۲ | آنتونیو کونته      | یوونتوس     |
| ۲۰۱۳ | آنتونیو کونته      | یوونتوس     |
| ۲۰۱۴ | آنتونیو کونته      | یوونتوس     |
| ۲۰۱۵ | ماسیمیلیانو آلگری  | یوونتوس     |
| ۲۰۱۶ | ماسیمیلیانو آلگری  | یوونتوس     |
| ۲۰۱۷ | مائوریتسیو ساری    | ناپولی      |
| ۲۰۱۸ | ماسیمیلیانو آلگری  | یوونتوس     |
| ۲۰۱۹ | جان پیرو گاسپرینی  | آتالانتا    |
| ۲۰۲۰ | جان پیرو گاسپرینی  | آتالانتا    |
| ۲۰۲۱ | آنتونیو کونته      | اینترمیلان  |

### بر پایهٔ باشگاه
مربیان یوونتوس با یازده بار دریافت این جایزه، بیش‌تر از مربیان هر تیمی این جایزه را کسب کرده‌اند.
| باشگاه      | مربیان | مجموع |
| ----------- | ------ | ----- |
| یوونتوس     | ۵      | ۱۱    |
| آ.ث. میلان  | ۳      | ۳     |
| اینتر میلان | ۲      | ۳     |
| آ.اس. رم    | ۱      | ۲     |
| آتالانتا    | ۱      | ۲     |
| کیه‌وو       | ۱      | ۱     |
| فیورنتینا   | ۱      | ۱     |
| لاتزیو      | ۱      | ۱     |
| ناپولی      | ۱      | ۱     |

### بر پایهٔ کشور

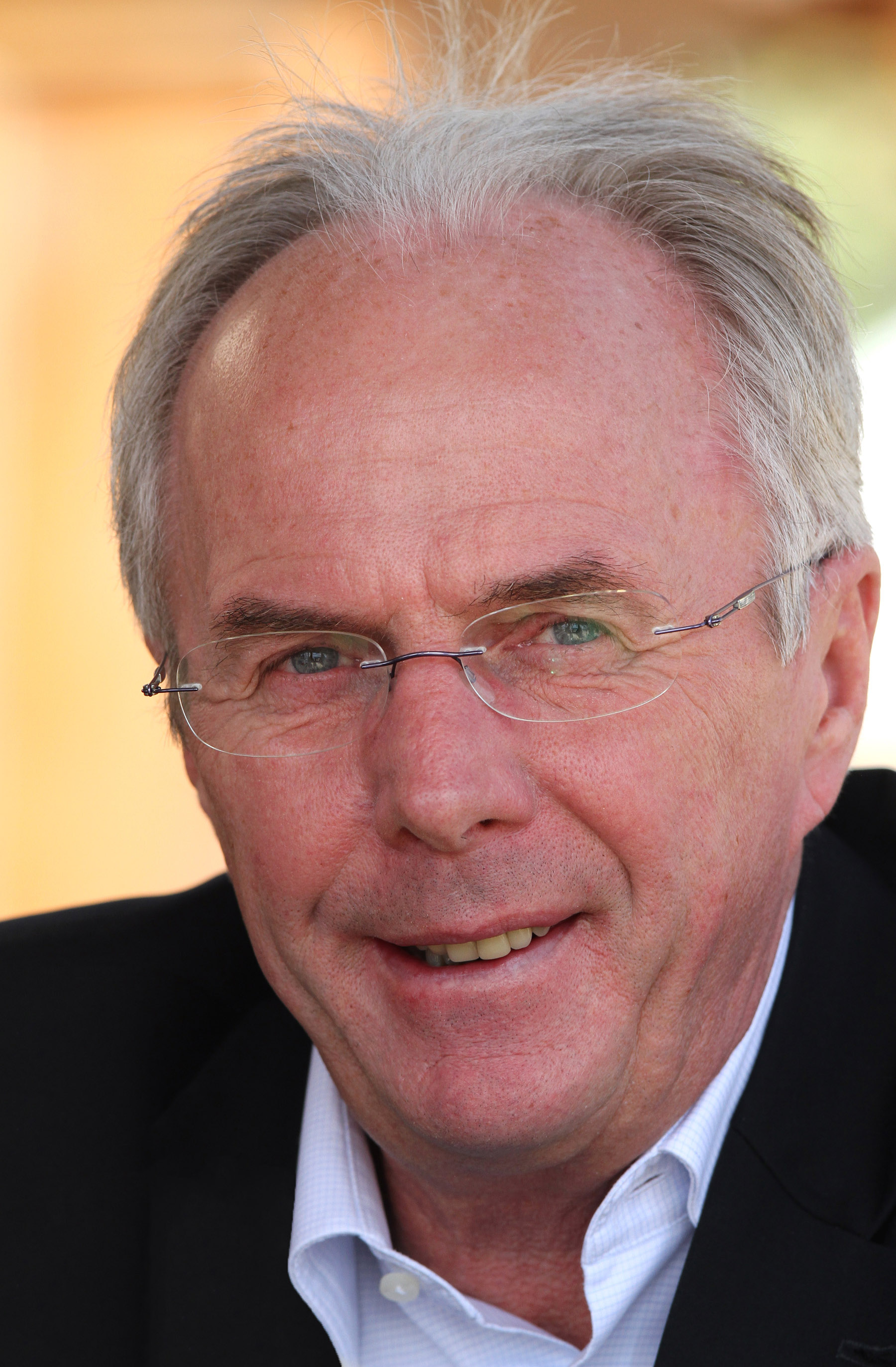
سون یوران اریکسون، یکی از دو مربی غیر ایتالیایی که برندهٔ جایزهٔ مربی سال سری آ شده‌است.

تا سال ۲۰۱۹، سون یوران اریکسون (سوئد) و ژوزه مورینیو (پرتغال)، تنها مربیان غیر ایتالیایی هستند که این جایزه را دریافت کرده‌اند.
| کشور    | مربیان | مجموع |
| ------- | ------ | ----- |
| ایتالیا | ۱۱     | ۲۲    |
| پرتغال  | ۱      | ۲     |
| سوئد    | ۱      | ۱     |